# الشراقي (المحويت)
الشراقي هي إحدى قرى الجمهورية اليمنية. وهي تتبع جغرافيًا لمحافظة المحويت. وإداريًا لمديرية ملحان. يبلغ تعداد سكانها 1039 نسمة حسب الإحصاء الذي جرى عام 2004.